# Maurice Weil
Pour les articles homonymes, voir Weil.
Maurice-Henri Weil, né à Paris le 29 novembre 1845 et mort en Tchécoslovaquie en juillet 1924, est un militaire et historien français. Son nom apparaît dans deux affaires d'espionnage de la fin du XIXe siècle, dont l'affaire Dreyfus.

## Biographie
Maurice-Henri Weil est le fils d'Ignace-Léopold Weil, un négociant commissionnaire parisien né dans le Saint-Empire romain germanique, à Cassel (Hesse), à la fin du XVIIIe siècle. Sa mère, Pauline Bauer, est la sœur d'Hermine Bauer (mère d'Armand Rosenthal, journaliste connu sous le nom de plume de Jacques Saint-Cère) et de Bernard Bauer, d'origine hongroise et de confession juive qui, prenant la nationalité française et se convertissant au catholicisme sous le Second Empire, devient le confesseur de l'impératrice Eugénie avant de défroquer et de se marier en 1899.

### Carrière militaire (1868-1881, 1890-1893)
Entré dans l'armée dans les dernières années du régime impérial, Weil bénéficie de l'influence de son oncle auprès de Napoléon III. Incorporé au 8e bataillon de la Garde nationale mobile lors de la création de ce corps en février 1868, le jeune homme y obtient le grade de sous-lieutenant dès 1869. En 1870-1871, il participe à la guerre franco-allemande puis, au sein de l'armée de Versailles, à la répression de la Commune. Il termine l'« année terrible » comme officier d'ordonnance du général Berthaut, qui le décore de la Légion d'honneur le 16 janvier 1873 (à la suite de sa nomination par décret du 24 juin 1871).
Capitaine au 3e régiment territorial de dragons, Weil est attaché en 1875 à l'état-major général du Ministère de la Guerre, où son excellente connaissance des langues étrangères, et notamment de l'allemand, lui vaut d'être affecté au Service de renseignement (officiellement « Section de statistique ») organisé par le colonel Samuel et placé sous les ordres du commandant Campionnet. Ainsi, dès le mois d'octobre-novembre de cette année, il est chargé d'une mission à Berlin. C'est dans ce service que Weil fait la connaissance du capitaine Henry et du sous-lieutenant Esterhazy, entrés au Deuxième Bureau quelques années après lui. Il se lie également avec des officiers généraux tels que Warnet, Tisseyre et Lewal, et fréquente les salons de la haute bourgeoisie financière juive (Rothschild, Ephrussi, Cahen d'Anvers). Weil est d'ailleurs allié à la famille Rothschild depuis son mariage, le 21 octobre 1877, avec Henriette Landauer, fille du banquier viennois Adolphe Landauer et d'Ellen Henriette Worms, une arrière-petite-fille de Mayer Amschel Rothschild, fondateur de la célèbre dynastie.
En avril 1880, le capitaine Weil est versé au 9e régiment de cavalerie territoriale. À cette époque, il consacre beaucoup de son temps aux recherches et publications historiques mais aussi aux courses de chevaux, où il n'hésite pas à s'entremettre lors des paris. Cette activité de bookmaker s'accompagne de malversations qui, révélées par la presse en octobre 1881, alertent les supérieurs de Weil. Désormais visé par une enquête, Weil démissionne le mois suivant et s'exile temporairement en Espagne, à Malaga, prétextant un séjour de santé prescrit à son épouse.
Après plusieurs années de relative discrétion, pendant laquelle il continue de publier quelques travaux historiques (dont les Œuvres militaires de Bugeaud), Weil réintègre l’armée en janvier 1890 grâce à la protection du gouverneur militaire de Paris, le général Saussier, dont Mme Weil aurait été la maîtresse. Moins d'un an plus tard, le 29 décembre 1890, Weil, désormais officier d'ordonnance de Saussier, est nommé chef d'escadron (commandant). Menées sous couvert d'études historiques, les recherches qu'il effectue à cette époque dans les archives du ministère de la Guerre préoccupent le ministre, Freycinet, qui décide d'y mettre fin. Il règne en effet une « espionnite » fondée sur la disparition de nombreux documents confidentiels, dont des plans directeurs de places fortes qui seront transmis, dès 1892, par un espion non identifié, au nouvel attaché militaire de l'ambassade d'Allemagne, Maximilian von Schwartzkoppen.
À partir de mai 1892, Weil est la cible de violentes attaques de l'antisémite marquis de Morès, qui écrit dans La Libre Parole qu'« il y a, au Gouvernement de Paris, un escroc juif, tout-puissant, nommé Weil, qui fait toutes les sales besognes ». Ainsi accusé d'espionnage, Weil est à nouveau poussé à la démission à la suite de l'ouverture d'une enquête en 1893.

### Rôle dans l'affaire Wœstyne-Jung-Cissey-Kaulla (1880)
Il est à noter que l'article de Morès fait allusion à l'affaire Jung, survenue douze ans plus tôt.
En août 1880, la presse rapporte qu'un officier de l’état-major général a transmis aux Allemands des documents volés au ministère de la Guerre. Se croyant suspecté par le général Farre, le journaliste et ancien officier Alfred-Oscar Wachter clame son innocence. Un journaliste du Gaulois, Yvan de Wœstyne, accuse alors le lieutenant-colonel Jung, provoquant ainsi un retentissant procès en diffamation au cours duquel Weil témoigne en faveur de l'officier en indiquant qu'aucune enquête n'a été diligentée contre lui et qu'aucune pièce n'a disparu du ministère.
Jung innocenté, ces suspicions d'espionnage rebondissent sur son ex-épouse, Mme Lucy de Kaulla, une baronne allemande ou autrichienne qui aurait été, selon Laisant et Rochefort, la maîtresse et la complice du général de Cissey. Dépourvus de preuves, les journalistes sont condamnés pour diffamation. Lors de l'enquête, le capitaine Weil a été « appelé à renseigner la commission sur les faits qui ont amené son départ [en avril 1880] du ministère de la Guerre ».

### Rôle dans l'affaire Dreyfus (1894-1904)
Malgré sa nouvelle démission, Weil conserve ses réseaux et ses amitiés. Il continue notamment d'intervenir en faveur de son ami Esterhazy, alors aux abois, en recueillant auprès du grand rabbin, de la baronne Nathaniel de Rothschild et d'autres notables juifs les sommes nécessaires au secours financier de son ancien collègue. Il lui ouvre également les colonnes du Journal des sciences militaires en 1896 et le recommande à ses amis généraux pour lui permettre de trouver un nouvel emploi au ministère. Ces démarches sont peut-être la conséquence d'un service rendu, Esterhazy ayant pu intervenir auprès de Drumont, directeur de La Libre Parole, pour faire cesser la campagne contre Weil.
En 1894, Esterhazy est entré en contact avec Schwartzkoppen, auquel il souhaite vendre des documents militaires confidentiels. Ce trafic est découvert en septembre 1894 par la « Section de statistique » mais les documents interceptés à l'ambassade (dont le fameux « bordereau ») taisent le nom du traître, qui apparaît seulement comme un officier ayant ses entrées à l'état-major. Que ce soit par réflexe antisémite (le colonel Sandherr, chef de la section, est un antisémite convaincu) ou par volonté de protéger le véritable coupable, c'est le capitaine Alfred Dreyfus qui est arrêté, condamné et déporté au début de l'année 1895.
Cependant, en mars 1896, le lieutenant-colonel Picquart, successeur de Sandherr, parvient à découvrir un document compromettant (le « petit bleu ») adressé par Schwartzkoppen à Esterhazy. Il entreprend par conséquent une enquête qui l'amène à intercepter plusieurs lettres échangées entre Esterhazy et Weil. Il entre également en contact avec un agent allemand, Richard Cuers, qui promet des renseignements sur le vrai traître. Une entrevue a lieu à Bâle le 7 août entre Cuers et plusieurs agents de Picquart, dont Lauth et Henry. Cependant, alors que Cuers rapporte que le véritable coupable serait « un commandant français [...] de famille autrichienne », Henry le fait taire en devenant agressif et menaçant, puis Lauth rédige un rapport incomplet de l'entrevue. Ainsi sabotée par les propres hommes de Picquart, l'enquête est étouffée par les autorités militaires et il faudra attendre plusieurs mois avant que soit relancée l'affaire Dreyfus.
Le 12 novembre 1896, Weil reçoit une lettre anonyme l'informant que le député Castelin, qui a annoncé son intention d'interpeller le gouvernement sur l'affaire, va le dénoncer, lui et Esterhazy, comme complices. Il prévient alors ce dernier et cherche à éviter cette dénonciation en sollicitant l'intervention de son ami Adrien de Montebello, collègue de Castelin et membre de la commission de l'armée à la Chambre des députés. Montebello et un autre député, Jules Roche, ami d'Esterhazy, transmettent la lettre anonyme au ministre de la Guerre, le général Billot. Finalement, Castelin ne cite pas Esterhazy et son allusion à Weil confond celui-ci avec un certain Émile Weyl, oncle d'une belle-sœur de Dreyfus et auteur, en septembre 1894, d'un article qui divulguait trop de détails sur les préparatifs de l'expédition de Madagascar. Mais Picquart a fait état de ses découvertes à son ami Leblois qui, le 13 juillet 1897, les confie au vice-président du Sénat Scheurer-Kestner, convaincu à son tour de la complicité de Weil et d'Estherazy.
Le 10 janvier 1898, Weil témoigne au procès d'Esterhazy. Parmi les pièces à charge versées par Mathieu Dreyfus, frère d'Alfred, figure une lettre de juin 1894 dans laquelle Esterhazy déclarait que ses ennuis financiers finiraient par l'acculer au « crime ». Pensant que son « ami de vingt ans » l'a trahi, Esterhazy lui reproche son ingratitude en affirmant qu'« il est une circonstance où [il] lui [a] sauvé l'honneur ». Weil se déclare cependant victime d'un malentendu, la lettre ayant été communiquée au grand rabbin (qui l'avait ensuite transmise à Dreyfus par l'entremise de Bernard Lazare) uniquement pour appuyer les demandes de secours en faveur de son ami, dont la tentation de commettre un « crime » n'avait rien à voir avec une quelconque intention de trahir : nourrissant alors des pensées suicidaires, il aurait simplement songé à mettre fin aux jours de sa femme et de ses filles afin de leur éviter de vivre dans la misère.
Malgré ce témoignage à décharge, Esterhazy est en froid avec son « camarade d'enfance » et envisage même de détourner les soupçons sur celui-ci, en suggérant à un agent de la « Section de statistique », Guénée, de présenter Weil comme un parent d'Alessandro Panizzardi, attaché militaire de l’ambassade d'Italie, complice et amant de Schwartzkoppen. Relayée par L'Intransigeant de Rochefort, cette fausse information est démentie par La Tribuna de Rome : en réalité, Weil est en parenté avec un prédécesseur de Panizzardi, le marquis Incisa di Camerana.
Cité comme témoin au procès de Rennes en août 1899, Weil est absent car malade, mais sa déposition est lue et il est mentionné à plusieurs reprises, notamment lors du témoignage de Czernucky, de la déposition du général Billot, et de la plaidoirie de l'avocat de Dreyfus, Edgar Demange, qui émet l'hypothèse d'une complicité entre Weil et Esterhazy. En mai 1904, il est interrogé sans complaisance par le procureur général Baudouin lors de l'enquête de la Cour de cassation qui aboutira, deux ans plus tard, à la réhabilitation de Dreyfus. Entendu lors de la même instruction, le colonel Bertin-Mourot appuie l'hypothèse de Demange et évoque les soupçons dont lui aurait fait part le colonel Sandherr.
Reste donc la question que se pose Picquart depuis 1896 : Weil a-t-il été complice des activités d'espionnage de son ami Esterhazy ?
En essayant de disculper Dreyfus aux dépens d'un « commandant français [...] de famille autrichienne » qui aurait commencé à trahir dès 1893, Cuers a fourni un indice désignant Weil, dont l'épouse est autrichienne et la mère d'origine hongroise, plutôt qu'Esterhazy, ce dernier n'ayant d'austro-hongrois que le nom (emprunté à l'arrière-grand-mère biologique du commandant).
Interrogé en 1904, le général Roget a estimé que Weil, employé au gouvernement militaire de Paris mais « tout à fait brûlé au ministère » avant 1894, n'a pu détourner de documents confidentiels à cette date. Picquart a cependant réfuté cette affirmation, car Weil, après sa seconde démission, était resté proche de Saussier qui, en tant que généralissime, détenait d'importants secrets. Picquart se demandait « si, à un moment donné, Weil et Esterhazy n'avaient pas cherché à faire du chantage sur quelque personne haut placée », en l’occurrence Saussier, ce qui aurait expliqué la complaisance de ce dernier envers le véritable traître.
Cette thèse, pourtant partagée par les dreyfusards Louis Leblois, Auguste Scheurer-Kestner et Edgar Demange, puis reprise par Maurice Paléologue, Paul Brulat et Henri Guillemin, n'a cependant pas été prouvée et, selon Jean-Denis Bredin, elle permet surtout aux antisémites de continuer à désigner un juif après la démonstration de l'innocence de Dreyfus. Pour sa part, le dreyfusard Joseph Reinach estimait que « Weil n'[était] pas le complice d'une trahison » tout en lui reprochant de jouer le rôle d'un « du Paty de Clam juif ».

## Publications
Liste non exhaustive, à laquelle il faut ajouter des articles dans diverses revues et plusieurs traductions d'ouvrages.
- Les Manœuvres de la garde prussienne en 1872, Paris, Tanera, 1872, 33 p.
- De l'Armée territoriale et des corps spéciaux de cavaliers éclaireurs, Paris, Tanera, 1872, 45 p.
- Compte rendu des manœuvres d'automne de l'armée d'occupation, en 1872, Paris, Tanera, 1873.
- L'Expédition de Khiva, Paris, Amyot, 1874, 72 p.
- La Guerre d'Orient, résumé des opérations militaires (extrait de "L'Invalide russe"), Paris, Dumaine, 1878, 91 p.
- La Tourkménie et les Tourkmènes, Paris, Dumaine, 1880.
- La cavalerie des armées alliées : campagne de 1813, Paris, Baudouin, 1886, 343 p.
- La campagne de 1814 d'après les documents des archives impériales et royales de la guerre à Vienne : la cavalerie des armées alliées pendant la campagne de 1814, t. I-IV, Paris, Baudouin, 1891-1896.
- Le prince Eugène et Murat, 1813-1814 : opérations militaires, négociations diplomatiques, t. I-IV, Paris, Fontemoing, 1902.
- Joachim Murat, roi de Naples : La dernière année de règne (mai 1814-mai 1815), t. I-V, Paris, Fontemoing, 1909-1910.
- Morale politique du grand Frédéric d'après sa correspondance, Paris, Plon-Nourrit, 1917, 591 p.
- Les dessous du Congrès de Vienne: d'après les documents originaux des archives du Ministère de l'Intérieur à Vienne, t. I-II, Paris, Payot, 1917.
- Marie-Louise à Parme, Paris, Pochy, 1918.
- Talleyrand et la frontière ouverte, Nancy, Berger-Levrault, 1923.
- Un incident du sacre de Napoléon Ier, Épernay, 1923.
- Godoy à l'apogée de sa toute-puissance : le baptême de sa fille, la disgrâce d'Urquijo, Madrid, s.d. (lu à l'Académie royale de l'histoire par Ignacio Bauer, cousin de Weil).